# Rio Drina
Ponte sobre o Drina em Višegrad, na Bósnia e Herzegovina
O rio Drina (em sérvio:  Дрина) é um rio dos Bálcãs, na fronteira entre a Bósnia e Herzegovina e a Sérvia. A bacia do rio ocupa uma área de 19.570 km², apresentando um caudal médio entre 125 m³/s na nascente e 370 m³/s na foz.
O Drina se forma nos Alpes Dináricos juntamente com o rio Tara e o rio Piva, ambos procedentes do Montenegro, em nascentes próximas à fronteira da Bósnia. Atravessa 346 km na direção norte, a maioria deles seguindo a fronteira da Bósnia e Herzegovina com a Sérvia, até desaguar no rio Sava (entre Crna Bara e Bosanska Rača), perto de Sremska Rača, no noroeste da Sérvia. 
As cidades principais por onde passa o Drina são Foča, Goražde, Višegrad, Žepa e Zvornik na Bósnia e Herzegovina, além de Bajina Bašta, Mali Zvornik e Loznica na Sérvia.
Está represado em vários locais, como na albufeira que forma o lago Perućac.